# Alessandro Riccitelli
Alexandre Alessandro Riccitelli (né le 6 janvier 1965) est un patineur artistique italien. Il a été huit fois champion d'Italie de 1984 à 1991. Il a représenté son pays aux jeux olympiques d'hiver de 1988 à Calgary et à sept championnats d'Europe et huit championnats du Monde.

## Biographie

### Carrière sportive
Alexandre Alessandro Riccitelli devient champion national de patinage artistique masculin en Italie pendant huit années consécutives entre 1983 à 1991.
Formé par Alain Gaillard, il a été sélectionné pour intégrer le centre de formation de l'INSEP à Paris. Sur le plan international, son meilleur résultat européen est une 10e place aux championnats d'Europe de 1989 à Birmingham, une 11e place aux championnats du monde universitaires à Štrbské Pleso en 1987 dont une 9e place en patinage libre. Son meilleur résultat mondial est une 16e place aux championnats du monde de 1990 à Halifax au Canada.
Il reçoit la médaille de bronze au mérite athlétique « Medaglia di Bronzo al valore atletico » le 30 avril 1986 du Comité Olympique Italien (CONI).

### Reconversion
Il entame une carrière de patineur de spectacles professionnels à partir de 1991. Il participe à de nombreuses tournées de spectacles comme Les Duchesnay en Liberté, Bonaly ou Katarina Witt sur lesquelles il peut faire des propositions artistiques variées. Ces spectacles le mène à Hong Kong, en Afrique, en Europe et aux États-Unis. 
Ces tournées lui permettent d’investir ses gains dans la construction d'une patinoire. Ainsi en 1996, avec son partenaire Thierry Vœgeli, ils construisent sur leurs fonds privés le Cyber Glace, situé à Monéteau au nord d'Auxerre en France.
À partir de 2014, Alexandre se forme au métier d'acteur et commence à apparaître dans des productions cinématographiques et télévisées. Il joue notamment dans le générique du long-métrage Apnée de Jean-Christophe Meurisse, ainsi que dans le long-métrage de Claude Zidi Jr. À la télévision, il apparaît dans des séries comme Terminal (Canal+) et La Conspiration du silence (France Télévisions). Au théâtre, il collabore avec Arrangement Théâtre et la Compagnie Moins 5. Il participe également à plusieurs tournages publicitaires, où il perfectionne son jeu d’acteur tout en explorant l’approche créative de l’écriture et de la conception publicitaire. Ces expériences enrichissent son regard artistique et nourrissent son travail en tant qu’auteur et metteur en scène de spectacles vivants.
Alexandre continue à concevoir et à mettre en scène des spectacles innovants, comme ArtS Sur Glace, dans lequel il joue actuellement. Ces nombreuses créations se distinguent souvent par leur approche multidisciplinaire : les artistes incarnent de véritables personnages, même lorsqu’ils ne sont pas issus du monde du patinage. La glace y occupe une place centrale, non seulement comme scène, mais également comme élément narratif et de jeu.

## Palmarès
| Compétitions principales | 1984    | 1985    | 1986    | 1987    | 1988    | 1989    | 1990    | 1991    |  |  |  |  |  |  |
| Jeux olympiques d'hiver  | F       |         |         |         | 21e     |         |         |         |  |  |  |  |  |  |
| Championnats du monde    | 18e     | 20e     | 21e     | 19e     | 21e     | 18e     | 16e     | F       |  |  |  |  |  |  |
| Championnats d’Europe    | F       | 11e     | 16e     | 15e     | 12e     | 10e     | 13e     | 13e     |  |  |  |  |  |  |
| Championnats d'Italie    | 1er     | 1er     | 1er     | 1er     | 1er     | 1er     | 1er     | 1er     |  |  |  |  |  |  |
|                          |         |         |         |         |         |         |         |         |  |  |  |  |  |  |
| Autres compétitions      | 1983/84 | 1984/85 | 1985/86 | 1986/87 | 1987/88 | 1988/89 | 1989/90 | 1990/91 |  |  |  |  |  |  |
| Skate America            |         |         | 11e     | 12e     |         |         | 9e      | 11e     |  |  |  |  |  |  |
| Coupe d'Allemagne        |         |         |         | 2e      | 4e      |         |         | 4e      |  |  |  |  |  |  |
| Trophée de France        |         |         |         |         |         |         | 8e      | 10e     |  |  |  |  |  |  |
| Légende : F= Forfait     |         |         |         |         |         |         |         |         |  |  |  |  |  |  |